# Bitva o Středozemní moře
Bitva ve Středozemním moři probíhala během druhé světové války především na zásobovacích cestách ve Středozemním moři. Zde se s výjimkou pacifických bitev odehrály největší námořní bitvy druhé světové války.
Kampaň byla z větší části vedena mezi italským královským námořnictvem (Regia Marina) podporovaným dalšími námořními a leteckými silami Osy a britským královským námořnictvem podporovaným dalšími spojeneckými námořními silami Austrálie, Nizozemsko, Polsko a Řecko. Americké námořní a letecké jednotky se ke spojencům připojily v roce 1942.
Každá strana měla v této bitvě tři celkové cíle. Prvním bylo útočit na zásobovací trasy druhé strany. Druhým bylo udržení otevřených zásobovacích tras pro jejich vlastní armády v severní Africe. Třetí bylo zničit schopnost nepřátelského námořnictva vést válku na moři. Mimo tichomořské bojiště se ve Středomoří v průběhu konfliktu konaly největší konvenční námořní válečné akce. Spojenecké síly se zejména snažily zásobovat a udržet si klíčovou námořní a leteckou základnu na Maltě.
Do uzavření příměří mezi Itálií a Spojenci v září 1943 potopily italské lodě a letadla spojenecké hladinové válečné lodě o celkové tonáži 145 800 tun, zatímco Němci potopili 169 700 tun, celkem tedy 315 500 tun. Celkově spojenci ztratili 76 válečných lodí a 46 ponorek. Spojenci potopili 83 italských válečných lodí o celkové tonáži 195 100 tun (161 200 vojska Commonwealthu a 33 900 Američané) a 83 ponorek. Německé ztráty ve Středomoří od začátku kampaně do konce představovaly 17 válečných lodí a 68 ponorek.

## Úvod

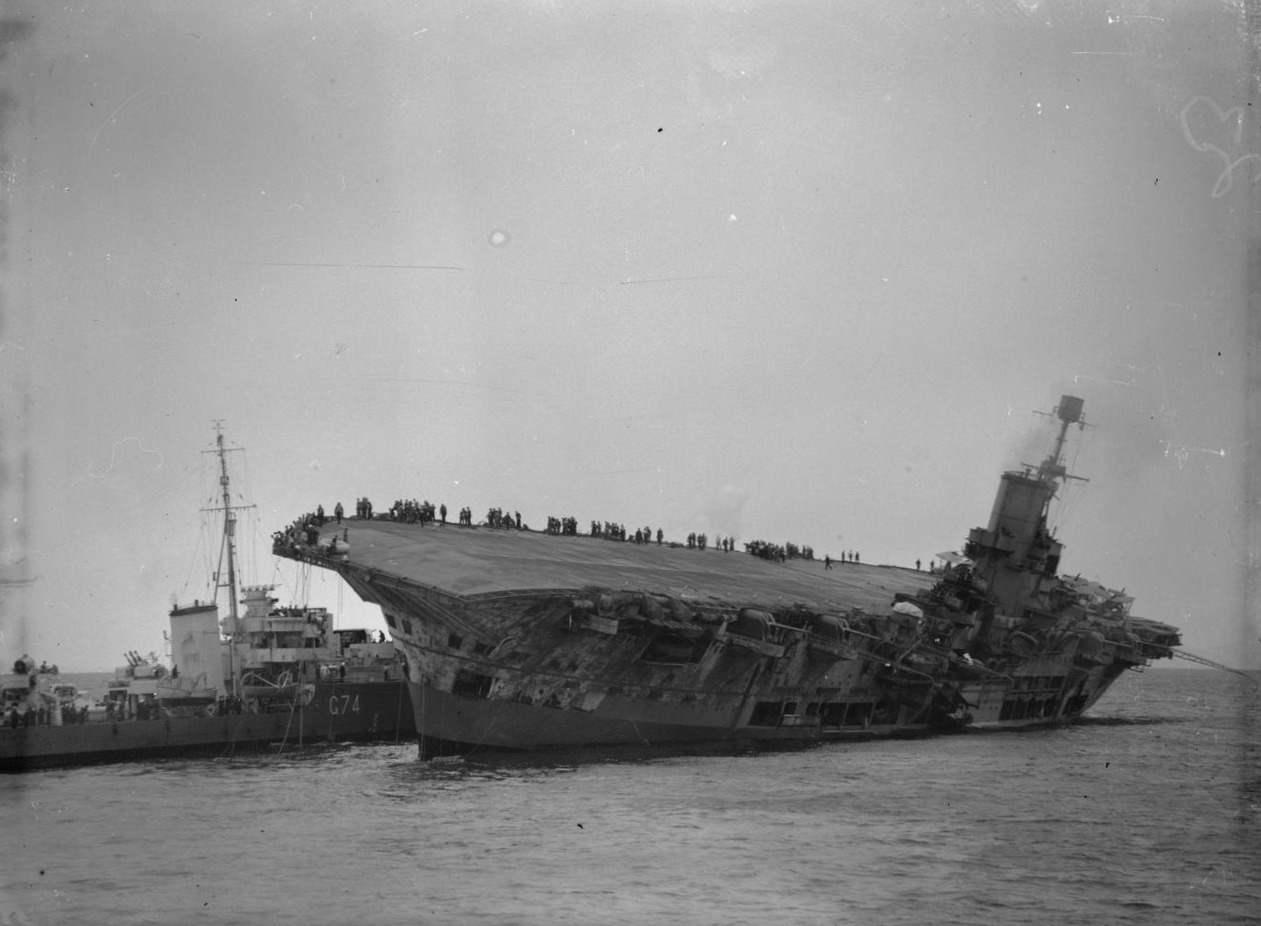
Britská letadlová loď Ark Royal potápějící se u Gibraltaru

Po začátku druhé světové války 1. září 1939 zůstalo Středomoří dalších 9 měsíců relativně klidné. Hlavní silou zde byla Velká Británie která držela Gibraltar, Maltu a Egypt (s důležitým suezským průplavem) včetně základny v Alexandrii. Proti ní stál její bývalý spojenec Itálie, který se cítil poškozen ujednáními po první světové válce a který jen čekal na vhodnou příležitost ke vstupu do války. Výhodou Itálie byla její geografická poloha, díky které mohla v centrálním středomoří kontrolovat úžinu mezi Sicílií a Afrikou.
Podobně jako v Atlantiku i na středomořském válčišti probíhal intenzivní boj na námořních komunikacích. Britové přeložili svoje lodní trasy, které procházely Středozemním mořem na trasy jdoucí kolem Afriky a italské obchodní loďstvo bylo odříznuto od zbytku světových moří a oceánů. Proto všechny konvoje na obou stranách měly vojenský charakter. Převážná většina bitev a bojů byla svedena právě při útocích na konvoje nebo při jejich obraně, ať už to byla britská snaha zásobovat Maltu a nebo italská snaha zásobovat jednotky v severní Africe.

## Začátek
10. června 1940 vstoupila Itálie do války s Velkou Británií a Francií. Už druhý den provedly italské bombardéry první z mnoha náletů na Maltu. Francouzská flota až do kapitulace 24. června podnikala výpady proti italským přístavům.

## Francouzská flota
Po francouzské kapitulaci se britská admiralita rozhodla spustit operaci Catapult. Důvodem byly obavy, aby francouzské lodě nepadly do rukou Němcům nebo Italům. 3. července 1940 byly obsazeny všechny francouzské lodě v britských přístavech a v Alexandrii a jejich posádky byly internovány. K Mers-el-Kébiru, francouzské středomořské základně, kde bylo shromážděno největší množství válečných lodí, připlul britský „svaz H“ a zahájil palbu na zde kotvící francouzskou flotu.Ta byla vážně poškozena a zahynulo 1297 Francouzů.
Po německé okupaci Vichistické Francie v listopadu 1942 byla flota, shromážděná v Toulonu, potopena vlastními posádkami.

## Útok na Tarent

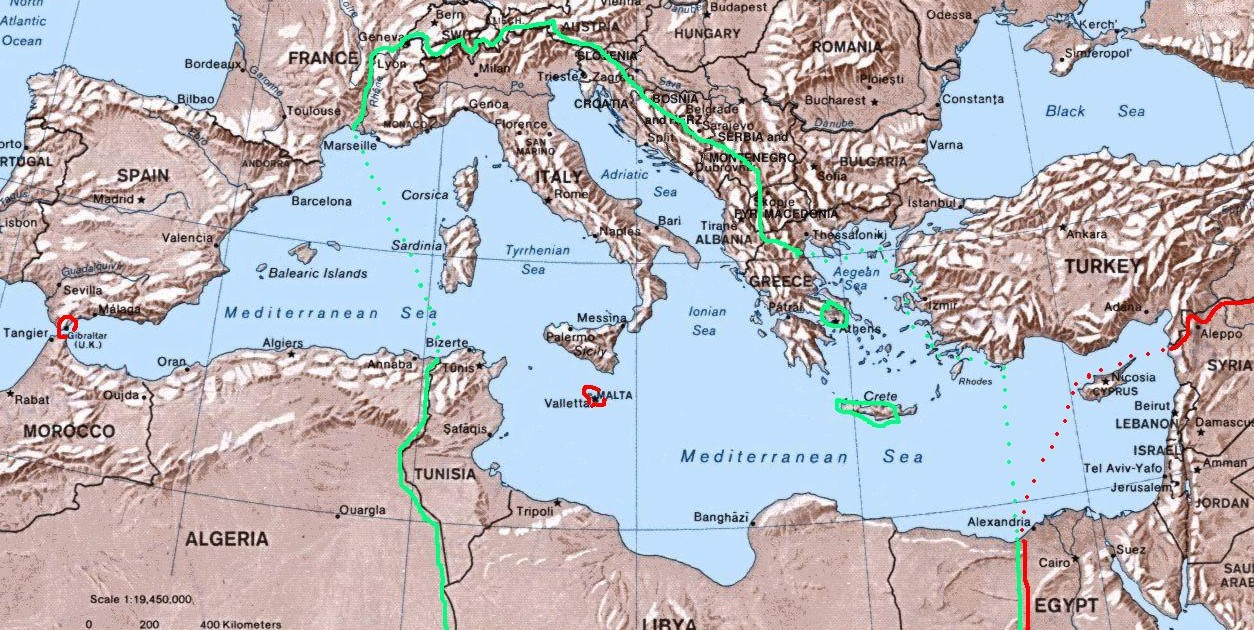
Největší rozsah italské kontroly nad středozemním pobřežím a mořem (v zelených liniích a tečkách) v létě a na podzim roku 1942. Oblasti kontrolované Spojenci jsou označeny červenou barvou.

Protože italská válečná flota v Tarentu ohrožovala konvoje plující na Maltu, rozhodl se admirál Cunningham proti ní zorganizovat útok zvaný operace Judgement. Šlo o útok torpédových bombardérů Fairey Swordfish z letadlové lodi Illustrious na italské lodě zakotvené v přístavu. Šlo o první útok svého druhu. Operace proběhla 11. listopadu 1940 a skončila velkým úspěchem. Podařilo se potopit, nebo těžce poškodit 3 italské bitevní lodě. Navíc se italská flota z obav před dalšími útoky stáhla do severoitalských přístavů. Odtud však bylo nesnadnější její nasazení proti britským konvojům.

## Bitva u Matapanu
V bitvě u Matapanu Spojenci získali drtivé vítězství. Bitva se odehrála v blízkosti peloponéského pobřeží v jižním Řecku od 27. března do 29. března 1941 mezi britským a australským námořnictvem, kterému velel admirál Andrew Cunningham na jedné straně, a italským námořnictvem, kterému velel admirál Angelo Iachino na druhé straně.
Spojenci potopili těžké křižníky Pola, Fiume a Zara a torpédoborce Vittorio Alfieri a Giosue Carducci a poškodili bitevní loď Vittorio Veneto. Sami ztratili jedno torpédové letadlo a utrpěli lehká poškození několika lodí. Mezi rozhodující faktory patřilo využití informací získaných z Ultra (viz Enigma) a nedostatek radarů na italských lodích.

## Kréta
Evakuace spojeneckých pozemních vojsk po jejich porážce německými parašutisty během května 1941 stálo britské námořnictvo velký počet lodí. Když byl admirál Cunningham na tuto možnost ztrát dopředu upozorňován prohlásil: „Vybudovat loď trvá tři roky, ale vybudovat tradici námořnictva to trvalo tři staletí.“ Němci zase ztratili velké množství dopravních letadel a parašutistů. Generál Student (velitel invaze) později prohlásil: „Kréta byla hrobem německých parašutistů.“

## Malta
Předváleční plánovači nevěřili, že by v případě konfliktu Malta vydržela italské útoky. Proto místo ní byla rozšiřována základna v Alexandrii. Význam Malty však prudce stoupl po pádu Francie. Zůstala tak jediným spojeneckým místem v centrálním Středomoří odkud bylo možné operovat. Byla využívána především jako letecká a ponorková základna.
Vojska Osy se snažila činnost Malty co nejvíce omezit. Existovalo několik plánů na invazi na Maltu (operace Herkules), avšak poté, co němečtí parašutisté vykrváceli na Krétě, z těchto plánů sešlo. A tak zůstalo u téměř každodenního bombardování jak Malty tak maltských konvojů, které v některých chvílích Maltu jako základnu vyřadilo z činnosti. K obratu došlo až po připlutí konvoje v rámci operace Pedestal, kdy byl na Maltu doručen větší počet stíhaček Spitfire.
Nejvýznamnější maltské konvoje byly v rámci operací Excess, Harpoon, Substance a Pedestal.
Za svoji činnost během druhé světové války dostali 15. dubna 1943 Malťané kříž krále Jiřího.

## Další akce
Další významné bitvy byly Bitva u Punta Stilo, Bitva u mysu Spatha, Bitva u mysu Spartivento, Bitva u Kerkenny, První bitva u Syrty, Druhá bitva u Syrty a Bitva u mysu Bon.
Nejúspěšnější akcí italského námořnictva byl nájezd žabích mužů na Alexandrii, kde byly 19. prosince 1941 těžce poškozeny a na dlouho vyřazeny bitevní lodě HMS Queen Elizabeth a HMS Valiant.